# Matej Marcina
Matej Marcina, slovenski rimskokatoliški duhovnik in antiprotestantski borec, * 1528, Škofja Loka, † 1602, Ljubljana.

## Življenje in delo
Študiral je najbrž na Dunaju, kjer je bil leta 1553 ordiniran in med letoma 1553 in 1560 cesarski kaplan in pridigar pri Sv. Mihaelu. Od 1560 je služil v slovenskem delu oglejskega patriarhata in bil od leta 1560 vikar v Vipavi, od poletja 1563 župnik v Gorici, od leta 1573 župnik v Kranju. 
Med Slovence se je vrnil z naklonjenostjo vladarja, patrona tudi goriški župniji, v času, ko je protestantska stran proti volji vladarja že mislila na organizacijo lastne cerkve in šole. Bil je borben pristaš katoliške strani, a za njegov položaj v patriarhatu so bile odločilne naslednje okoliščine: 
- da je moral računati z nasprotstvom med notranjeavstrijskim vladarjem in patriarhom, od 1573 pa tudi še s posebnim nasprotstvom med ljubljanskim škofom, ki je za župnijo v Kranju imel patronat (dobljen 1507), a hotel postati tudi ordinarij, in patriarhom, ki je branil svoje pravice kot ordinarij;
- da je bil, kakor večina sodobnikov med slovensko duhovščino, malobrižen do predpisov o celibatu (zveza z njegovo gospodinjo Katarino, ki mu je rodila 2 otroka, je izpričana za dobo službovanja v Kranju, a je obstajala najbrž že prej);
- da se je dal, morebiti pod pritiskom skrbi za otroka in njuno mater, često voditi pohlepnosti po novih dohodkih (letni dohodki goriškega župnika niso presegali 330 cekinov, za Kranj je moral odrajtovati ljubljanskemu škofu letnih 250 goldinarjev penzije).

Papeževo bulo In coena Domini, ki je določala ostre cerkvene kazni za protestante, je v Gorici in goriški grofiji že radi tega objavil, ker je patriarhov generalni vikar Maracco leta 1563 zahteval o tem njegovo poročilo. Proti Trubarjevemu misijonarjenju v Gorici novembra 1563 in proti pridiganju Trubarjevega odposlanca Tomaža Ostermana leta 1564 je ravnal energično ter prosil pismeno pomoči tako vladarja kakor tudi Maracca, a Maracco ga je v pismu patriarhu februarja 1565 po pravici štel med voditelje katoličanov. V teh poročilih je napadal po vsej priliki tudi predikantsko obhajanje pod obema podobama. Verjetno je, da je bil novembra 1565 na sinodi v Vidmu, kjer je bila na dnevnem redu tudi razglasitev privilegija o obhajilu pod obema podobama, ki ga je dal papež 1564 za Ferdinandove dežele, in pa razprava o celibatu, ki jo je forsiral Montagnana: negativno obravnavanje celibatnega problema Marcine ni odvrnilo od misli, da mu je kot katoliškemu duhovniku taka zveza vendarle dovoljena; s sklepom sinode, naj se privilegiji o kelihu ne objavijo, je morda soglašal. Toda iz političnih razlogov je po nekaj mesecih Marcina tudi nasprotovanje kelihu opustil: ko je namreč nadvojvoda Karel brez ozira na sklep videmske sinode tudi oglejskim arhidiakonom v svojih deželah spomladi 1566 ukazal, da morajo objaviti privilegij o obhajanju laikov iz keliha, in so kmalu nato nekateri nemški goriški meščani zahtevali obhajilo pod obema podobama, je sporočil Marcina njihovo željo nadvojvodi, a ko mu je vladar ukazal, naj želji ugodi, je to storil; posvečeno vino je nosil ali dovolil nositi bolnikom tudi na dom. Papežev odposlanec grof Jernej Porzia, ki je vršil 1570 apostolsko vizitacijo na Goriškem, je moral vzeti to Marcinovo poročilo pač na znanje, a sicer proti verski orientaciji goriškega župnika ni slišal nobenih pritožb. 
Nedvomno je bila katoliška stran dolžna precej hvale tudi Marcini, da Gorica ni dobila predikanta in protestantske molilnice. Posledice je morala čutiti tudi župnikova blagajna, ker mu je protestant Hanibal pl. Egkh odrekel četrtino (10 cekinov na leto). Tudi v Kranju, kjer so imeli protestantje že večino ter predikante, učitelje in cerkev, se je bíl Marcina v prvi vrsti katoliških borcev. Zelo delaven je bil zlasti izza srede leta 1577 v akciji za izgon predikanta Knaflja in za odstavitev protestantskega mestnega sodnika, ko je ovajal protestante radi motenja procesije, ki jo je vodil maja 1579 iz cerkve na polja, radi protestantskih pogrebov in krstov brez katoliške cerkvene tradicije itd. 
Čeprav je imel Marcina v vidu najbrž tudi izgubo krstnin in pogrebnin, stavijo v zvezi z drugimi tudi ti momenti njegovo pripadnost h katoliški strani izven vsakega dvoma.
Slovenski protestantje so imeli torej 1579 dovolj vzroka, kuhati jezo na Marcino. Poseben spomenik je napravil Marcinovi katoliški usmerjenosti, protestantski jezi ter Ahilovi peti, ki jo je tvorilo njegovo omalovaževanje predpisov celibata, leta 1579 Trubar, ko je vplel v Tem pervem psalmu v tretjo izlago ali alegorijo tudi njegovo pravo ime, ki je bilo že samo na sebi psovka. Kar je očital Trubar Marcinovemu verskemu strankarstvu, ga je moglo katolikom le priporočati: da je v Krajni … papežnik, ki deluje v platovski družbi (v družbi ljudi s plato, t. j. menihov) ter se je z mašnimi brati naprej vzel, vse verne (t. j. protestante) rezegnati. Opasna so utegnila postati za Marcino le Trubarjeva namigavanja o prekršitvi celibata: da je Marcina pravu hudičevu sejme, ki v vseh žlaht grejhih prebiva, in da tak duhovni stan pela, koker vsaki kurbar dela, česar pa papež ne brani. Tako se je omenjal Marcina prvič v zvezi s svojim poznejšim arhidiakonom Montagnano. Paskvil je bil v Kranju po vsej priliki dobro znan: verjetno je namreč, da je istoveten z antikatoliško sramotilno pesmijo, ki jo je čital kranjski davkar julija 1580 na neki protestantski krstni pojedini.
Marcina ni desavuiral Trubarjeve popoprane satire. Tudi po letu 1579 protestantje v Kranju Marcini, ki vseh svojih trditev niti dokazati ni mogel, niso prizanašali, a opozarjali so zlasti na razmerje do matere njegovih otrok. Da ljubljanski stolni prošt Freudenschuß in stolni dekan Textor, ki sta poleg vicedoma Bonoma tvorila preiskovalno komisijo, teh očitkov nista posebno upoštevala, dokazuje v poročilu komisije nadvojvodi z dne 9. junija 1580 rešitev teh stvari s kratko opazko, da so dotične obdolžitve le osebne; tudi ljubljanski škof Janez Tavčar je v pismu nadvojvodi z dne 13. septembra 1580 Marcino še pohvalil, češ, da se lepo vede in da se je v ubogem, zapeljanem mestu boril za katoliško stvar. 
Toda ko je prišel 31. maja 1581 na vizitacijo v Kranj patriarhov generalni vikar Pavel Bizancij, so razjarjeni protestantje Marcino zopet naznanili za maščevalnega in razuzdanega človeka. Odločilo je protestantom v korist pri vizitatorju pač njihovo preračunjeno namigavanje, da bi se hoteli zopet pokoriti sveti cerkvi, ako bi vikar odpustil žensko, ki jo ima pri sebi, ter bi redno in pobožno živel. Vizitator, ki je videl v Marcini le podpornika ljubljanskega škofa, a ni opazil, da gre Marcinovim nasprotnikom samo za amocijo neljubega katolika, si je očitke protestantov osvojil ter sklenil poslati nadvojvodi proti Marcini pritožbo, čeprav mu je kranjski župnik pripravil več ko 1200 birmancev. Nakana kranjskih protestantov je le deloma uspela: Marcina, ki je bil še leta 1583 ud crngrobske bratovščine Matere Božje, je moral januarja 1584 menjati s kamniškim župnikom Lapicido. Ni izključeno, da je sodeloval pri tem tudi novi arhidiakon Montagnana. Dejstvo, da je mogel dobiti 1584 župnijo v Kamniku, katere ordinarij je bil patriarh, a patron nadvojvoda, nekaj pozneje pa še kanonikat v Ljubljani, je nov dokaz, da ga v Gradcu niso dolžili luteranstva. Tudi v Kamniku, kjer je bila protestantska stranka, in sicer tudi v mestnem svetu, v manjšini, dasi je imela v Thurnovem gradu Križ veliko zaslombo, je ostal Marcina energičen nasprotnik luteranov. 
Svojo pripadnost h katoliški strani je upal celo tako demonstrativno kazati, da je 27. januarja 1586 superintendenta Spindlerja s psovkami po ulicah preganjal ter ljudstvo pozival, naj ga s kamenjem pobije. Tudi patriarhov koadjutor Francesco Barbaro, ki je ob vizitaciji v jeseni 1593, menda v spremstvu Montagnanovem, obiskal Kamnik, ni zabeležil v svojem vizitacijskem poročilu nobenih specialnih znakov kakega Marcinovega luteranstva: zbral je vso duhovščino. Po maši v čast sv. Duhu jih je opominjal, naj odpravijo razvade, izboljšajo svoje življenje po zapovedih cerkve in zvesto služijo Bogu in neumrjočim dušam. Res je slišal Barbaro specialne pritožbe proti Marcini, toda tožniki so bili ljudje, ki so bili protestantje ali pod protestantskim vplivom ali župniku osebno gorki, kakor farni ključar Winkler, a tikale so se pritožbe stvari kakor rabe goljufive mere in pač tudi prekršitve celibata. Na tak izvor pritožb kažejo zlasti 3 momenti: za Marcino sta se potegnila 27. oktobra 1593 kamniški mestni sodnik in kamniško mestno svetovalstvo, torej predstavniki katoliške strani; 31. oktobra 1593 sta naznanila v Videm kamniški kaplan in pisar, da grize cerkvenega ključarja vest, ker je nedavno Barbaru iz jeze preveč povedal zoper Marcino; v procesu proti kamniškim protestantom v dobi od 2. maja do 20. avgusta 1594 so se protestantje izgovarjali, da jim poleg mekinjske opatinje zlasti Gallenberg, torej protestant, kot mekinjski odvetnik, ni dovoljeval zahajati k Marcini po verski pouk, ter se pritoževali proti Marcinovemu nedostojnemu in kaznjivemu obnašanju, medtem ko je zatrjeval ljubljanski stolni prošt Freudenschuß, ki je bil med nadvojvodovimi komisarji, da proti Marcini ni nikoli slišal kake pritožbe. Ako so vkljub temu Marcino še 1594 odstavili radi luteranstva, je to pač dokaz, da so vsakega katoliškega duhovnika z nerednim življenjem proglašali za luteranca. Marcina je sicer imel svoj ljubljanski kanonikat, toda bivanje v Ljubljani, kjer so imeli za nelegitimne zveze katoliški duhovnikov kritičnejše oči nego drugod, Marcine po vsej priliki ni mikalo: po odstavitvi je bival leta 1595 brez duhovniške službe pri nekem kmetu blizu Kamnika ter živel pohujšljivo, t. j. pač z materjo svojih otrok; v prvi polovici 1595, ko v Kamniku še ni bilo novega župnika, je dajal proti plači baje pokopavati protestante v kamniški župni cerkvi; leta 1596 je živel v Gorici; vsaj marca 1598 je bil zopet v Kamniku ter pomagal nekoliko svojemu nasledniku Trebuhanu v dušnem pastirstvu; šele pozneje se je končno nastanil v Ljubljani.
Marcinov tip slovenskih katoliških župnikov iz 2. pol. 16. stol., ki je bil spričo skrbi za otroke iz svojih zvez pod pritiskom, posebnih ozirov ter je tvoril spričo ranljivosti, da je bilo njegovo življenje v preočiti neskladnosti z naukom njegove cerkve, dobrodošlo agitacijsko sredstvo nasprotnikov, nosi poleg predstojnikov, kakor je bil Montagnana, dobršen del odgovornosti za slabo učinkovitost katoliške borbe proti luteranizmu, dokler ni posegla vmes posvetna oblast a svojimi nasilnimi, dasi nekrvavimi sredstvi. A nič ne preseneča, da ta tip ni nič storil, da bi sprejeli slovensko knjigo po zgledu protestantov med agitacijska sredstva tudi katoliki. 